# Romblon (provincie)
Romblon is een provincie en een eilandengroep in de Filipijnen en maakt deel uit van regio IV-B (MIMARO). De hoofdstad van de provincie is de gelijknamige gemeente Romblon. Bij de census van 2015 telde de provincie bijna 293 duizend inwoners.
Romblon staat bekend om het marmer dat er te vinden is.

## Geschiedenis
Vanaf 1853 was Romblon een subprovincie van Capiz. Meer dan 50 jaar later, in 1917, werd Romblon een zelfstandige provincie. Van 1 oktober 1946 tot 1 januari 1947 was Romblon tijdelijk een speciale provincie met vier gemeenten. Sinds die tijd is de huidige provinciale status gelijk gebleven.

## Geografie

### Bestuurlijke indeling
Romblon bestaat uit 17 gemeenten.
| - Alcantara - Banton - Cajidiocan - Calatrava - Concepcion - Corcuera - Ferrol - Looc - Magdiwang | - Odiongan - Romblon - San Agustin - San Andres - San Fernando - San Jose - Santa Fe - Santa Maria |

Deze gemeenten zijn weer verder onderverdeeld in 219 barangays.

## Demografie
Romblon had bij de census van 2015 een inwoneraantal van 292.781 mensen. Dit waren 8.851 mensen (3,1%) meer dan bij de vorige census van 2010. Ten opzichte van de census van 2000 was het aantal inwoners gegroeid met 28.424 mensen (10,8%). De gemiddelde jaarlijkse groei in die periode kwam daarmee uit op 0,59%, hetgeen lager was dan het landelijk jaarlijks gemiddelde over deze periode (1,72%).

De bevolkingsdichtheid van Romblon was ten tijde van de laatste census, met 292.781 inwoners op 1533,45 km², 190,9 mensen per km².

## Economie
Romblon is een relatief arme provincie. Uit cijfers van het National Statistical Coordination Board (NSCB) uit het jaar 2003 blijkt dat 43,6% (11.769 mensen) onder de armoedegrens leefde. In het jaar 2000 was dit nog 64,4%. Daarmee staat Romblon 28e op de lijst van provincies met de meeste mensen onder de armoedegrens. Van alle 79 provincies staat Romblon 34e op de lijst van provincies met de ergste armoede.